# Анастасія Слуцька
Анастасія Слуцька (кін. XV ст. — бл. 1526 р.) — білорусько-литовська княгиня з роду Мстиславських, дочка Івана Юрійовича Мстиславського і княгині Юліани, дружина слуцького князя Семена Михайловича.

## Біографія
У 1496 році вийшла заміж за князя Семена Михайловича який походив з роду Олельковичів. Однак вже у 1503 князь Семен помер, молода княгиня залишилась з малим сином Юрієм і була змушена взяти управління князівством в свої руки. Анастасія дала податкові пільги населенню, зміцнила верхній і нижній замки Слуцька.
У середині серпня 1505 року декілька десятків тисяч кримських татар на чолі з ханом Бати-Гіреєм взяли в облогу Слуцьк. Княгиня Анастасія заздалегідь отримала відомості про наближення ворога і змогла підготувати місто до оборони, яку очолила особисто. Кілька татарських штурмів було відбито. Татари робили підкопи, намагалися підпалити місто, але жителі Слуцька мужньо оборонялися. Багато татар загинуло під стінами Слуцька, й зрештою вони змушені були відступити.
Ось як про це пише М. Стрийковський у своїй «Хроніці»:
|  | Там, переправившись через Дніпро, сам Махмет-Ґірей-солтан пішов під Мінськ у середину Литви, а під Слуцьк відправив двох своїх братів — Біті-Ґірей-солтана і Бурнас-солтана, які прийшли у п’ятницю, у день свята Успіння Діви Марії, де в замку зачинилася княгиня Анастасія з дитиною Юрієм Семеновичем, предком теперішніх князів Слуцьких. Навколо Слуцька вони все руйнували та штурмували замок, знаючи, що в ньому була лише княгиня, робили підкопи та підкладали вогонь. Але случани хоробро оборонялися, котрих зобов’язувала клятвою і просьбою княгиня Анастасія, щоб обороняли від поганського насильства єдиного свого спадкоємця. Під замком полягла велика кількість татар, бо в той час у Слуцьку в княгині Анастасії перебувало на службі багато шляхти і князів. |

У 1506 році татари знову вдерлись на територію Білорусі, і пустошили околиці Слуцька, однак 6 серпня були розбиті під Клецьком військами Великого князівства Литовського.
Тим часом молода княгиня, яка залишилась вдовою стала завидною невісткою та неодноразово привертала увагу женихів. Найбільш відомим з шанувальників Анастасії був український князь Михайло Львович Глинський. За Стрийковським між Анастасією і Михайлом був роман, проте коли Михайло в 1508 році посватався до княгині, Анастасія відмовилася вийти за нього заміж. Для того, щоб завоювати руку княгині, Михайло двічі намагався взяти Слуцьк, проте зазнав невдачі. Незабаром Михайло Глинський з братами перейшов на службу до великого князя московського Василія III. Втім, з послання Михайла Глинського Василію III відомо, що Слуцьк під час заколоту облягав не сам Михайло, а його родич Андрій Дрождж, так що відомості Стрийковського про облогу Слуцька і роман з княжною містять скоріш за все легендарний характер. Ймовірно вони походили з сімейних переказів Слуцьких, з представниками яких Стрийковський був особисто знайомий.
Після того, як син Анастасії, Юрій, подорослішав, він прийняв на себе керівництво князівством, а його мати відійшла від управління. У 1523 році видала дочку Олександру за вже не молодого князя-вдівця, Костянтина Івановича Острозького, який займав впливову посаду великого гетьмана литовського. Про останні роки життя Анастасії нічого невідомо. Померла княгиня в 55-річному віці близько 1526 року.

## Сім'я та діти
Чоловік: Семен Михайлович Слуцький (?—14 листопада 1503) — князь слуцький і копильський (1481—1503).
Діти:
- Юрій Семенович (?—17 квітня 1542) — князь слуцький і копильський (1503—1542)
- Олександра Семенівна (?—після 1556) — друга дружина (з 1523 р.) великого гетьмана литовського Костянтина Івановича Острозького, мати Василя-Костянтина Острозького.

## Образ в культурі
В 2003 році на студії «Білорусьфільм» був знятий фільм «Анастасія Слуцька», присвячений княгині, її роль виконувала Анастасія Зеленковська.
У вересні 2016 року в Слуцьку був встановлений памятник княгині Анастасії.